# جينيفر بيشوب
جينيفر بيشوب (بالإنجليزية: Jennifer Bishop)‏ هي ممثلة أمريكية، ولدت في 1941 في الولايات المتحدة.

## وصلات خارجية
- جينيفر بيشوب على موقع IMDb (الإنجليزية)
- جينيفر بيشوب على موقع قاعدة بيانات الفيلم (الإنجليزية)